# Lyctus linearis
Lyctus linearis es una especie de escarabajo de la pólvora del género Lyctus, categorizada en la tribu Lyctini, de la familia Bostrichidae. Fue descrita por Goeze en 1777.

## Distribución
Se distribuye por África: Argelia, Egipto, Marruecos, Túnez, Europa: Albania, Austria, Bielorrusia, Bélgica, Bosnia y Herzegovina, Bulgaria, islas Canarias, Croacia, Chequia (Bohemia, Moravia), Dinamarca, Finlandia, Francia, Alemania, Grecia, Hungría, Islandia, Irlanda, Italia, Letonia, Liechtenstein, Lituania, Luxemburgo, Moldavia, Montenegro, Países Bajos, Macedonia del Norte, Noruega, Polonia, Portugal, Rumania, Rusia, Cerdeña, Serbia, Sicilia, Eslovaquia, Eslovenia, España, Suecia, Suiza, Ucrania, Reino Unido, América del Norte: Canadá, Estados Unidos de América, América del Sur: Argentina, Asia: Azerbaiyán, Chipre, Georgia, Japón, Kazajistán, Siria, Turquía, Turkmenistán, Uzbekistán y Oceanía: Australia.